# The Headless Children
The Headless Children (з англ. «Безголові діти») — четвертий студійний альбом хеві-метал-гурту W.A.S.P., випущений у квітні 1989 року на лейблі Capitol Records. Альбом досяг 48 місця в американському чарті Billboard 200 (найвища позиція серед усіх альбомів гурту) і залишався в чарті протягом 13 тижнів. Це був останній альбом, випущений гуртом W.A.S.P. перед тимчасовим розпадом у 1990 році і возз’єднанням у 1992 році для створення альбому The Crimson Idol.

## Огляд
Із альбомом The Headless Children гурт вийшов на новий рівень розвитку порівняно з трьома попередніми платівками, які містили «типово рок-н-рольні» непристойні тексти. Темами ж цього альбому стали політика та соціальні проблеми. Основою для обкладинки альбому став малюнок «Ворота до Сталінграда» американського карикатуриста Деніела Р. Фіцпатріка, який доповнюють зображення низки історичних постатей, зокрема Йосипа Сталіна, Адольфа Гітлера, Генріха Гіммлера, Беніто Муссоліні, Чарльза Менсона, Джима Джонса, Іді Аміна, Пол Пота, Аль Капоне та Ку-клукс-клану. На передньому плані можна побачити, як Джек Рубі стріляє в Лі Гарві Освальда. На пізніших виданнях альбому деяких персонажів (наприклад, аятолу Хомейні) було замінено іншими членами Ку-клукс-клану.
The Headless Children став першим альбомом W.A.S.P. з участю колишнього барабанщика Quiet Riot Френкі Баналі. Водночас це був останній студійний альбом, записаний з басистом Джонні Родом. Гітарист Кріс Голмс також покинув гурт після запису альбому, але повернувся наприкінці 1995 року для запису Kill Fuck Die. У 1990 році, залишившись без Голмса та Рода, W.A.S.P. вирішили припинити роботу, але приблизно за рік відновилися у складі Блекі Лоулесса (вокал, бас-гітара) та Баналі (ударні). Причиною стало те, що наступний альбом, The Crimson Idol, спочатку планувався як сольний альбом Лоулесса, але він погодився випустити його під назвою W.A.S.P.
«The Real Me» — один із двох каверів, випущених разом із The Headless Children (другий — «Locomotive Breath», кавер-версія пісні Jethro Tull, — вийшов на бі-сайді синглу «Mean Man»). Однак із цих двох пісень до альбому увійшла лише «The Real Me», оригінальну версію якої написав Піт Таунсенд з гурту The Who для їхнього класичного рок-оперного альбому Quadrophenia.
Пісня «Mean Man», написана Лоулессом, присвячена гітаристу Крісу Голмсу й розповідає про його бурхливий спосіб життя.
Невдовзі після випуску альбому Лоулесс заявив в інтерв’ю, що пісня «The Neutron Bomber» розповідає про Рональда Рейгана та владу, яку він та Америка мали над світом, володіючи таким великим ядерним арсеналом. Хоча ця пісня, найімовірніше, була написана в період президентства Рейгана, її було випущено лише через кілька місяців після його відставки та обрання Джорджа Буша-старшого. Однак в інтерв’ю під назвою «Headhunter», опублікованому у випуску журналу Metal Forces за травень-червень 1989 року, Лоулесс стверджував, що в пісні «йдеться про хлопця на ім’я Ронні, з яким я виріс на Стейтен-Айленді і який скоїв найбільше масових пожеж за всю історію Північного Сходу! А зараз Ронні перебуває в місці, де він ніколи більше нічого не підпалить. Бетон і сталь не горять, хе-хе. Йому дали три довічних терміни, уявіть собі!»
«Forever Free» — типова для того часу балада в жанрі хард-рок / хеві-метал, яка ймовірно є даниною пісні «Free Bird» гурту Lynyrd Skynyrd.
Згідно з примітками на вкладці, «F.D.G.» у пісні «Rebel in the F.D.G.» означає «Fucking Decadent Generation» («кляте загниваюче покоління»).

## Критика
У рецензії для німецького журналу Rock Hard сучасник Томас Купфер назвав The Headless Children другим після «геніального дебютника» альбомом W.A.S.P. і зауважив, що структура пісень гурту стала простішою, а музика — мелодійнішою, ніж у попередніх роботах, натомість голос Лоулесса «не втратив своєї харизми».
Пізніше Грег Прато з AllMusic назвав The Headless Children «найдосконалішою роботою» та «найкраще сконструйованим альбомом» W.A.S.P. Він також відзначив «The Real Me», «Mean Man», «The Heretic», «Forever Free» та заголовний трек як найсильніші композиції. Канадський журналіст Мартін Попофф описав альбом як «платівка W.A.S.P. для тих, хто не любить W.A.S.P.: порожня, сира і відокремлена робота, що демонструє цілісність та викриває людство».

## Список композицій
Автор музики і слів — Блекі Лоулесс, якщо не зазначено інше. 
| #     | Назва                                                    | Тривалість |
| ----- | -------------------------------------------------------- | ---------- |
| 1.    | «The Heretic (The Lost Child) †» (Лоулесс, Кріс Голмс)   | 7:16       |
| 2.    | «The Real Me» (Піт Таунсенд; кавер-версія пісні The Who) | 3:21       |
| 3.    | «The Headless Children»                                  | 5:47       |
| 4.    | «Thunderhead» (Лоулесс, Голмс)                           | 6:45       |
| 5.    | «Mean Man»                                               | 4:50       |
| 6.    | «The Neutron Bomber»                                     | 4:03       |
| 7.    | «Mephisto Waltz»                                         | 1:27       |
| 8.    | «Forever Free»                                           | 5:09       |
| 9.    | «Maneater»                                               | 4:46       |
| 10.   | «Rebel in the F.D.G.»                                    | 5:08       |
| 48:32 |                                                          |            |

| Бонус-треки з перевидання 1998 року | Бонус-треки з перевидання 1998 року                                          | Бонус-треки з перевидання 1998 року |
| #                                   | Назва                                                                        | Тривалість                          |
| ----------------------------------- | ---------------------------------------------------------------------------- | ----------------------------------- |
| 11.                                 | «Locomotive Breath» (Ієн Андерсон; кавер-версія пісні Jethro Tull)           | 2:59                                |
| 12.                                 | «For Whom the Bell Tolls»                                                    | 3:47                                |
| 13.                                 | «Lake of Fools»                                                              | 5:29                                |
| 14.                                 | «War Cry»                                                                    | 5:33                                |
| 15.                                 | «L.O.V.E. Machine» (запис виступу в Hammersmith Odeon у Лондоні в 1989 році) | 4:47                                |
| 16.                                 | «Blind in Texas» (запис виступу в Hammersmith Odeon у Лондоні в 1989 році)   | 6:23                                |

↑  – На перевиданні 1998 року в пісні «The Heretic (The Lost Child)» було видалено невеличку частинку гітарного рифу, аби вмістити всі бонус-треки на одному диску.

## Учасники запису
W.A.S.P.
- Блекі Лоулесс – вокал, ритм-гітара, продюсування
- Кріс Голмс – соло-гітара, акустична гітара
- Джонні Род – бас-гітара, бек-вокал

Запрошені музиканти
- Френкі Баналі – ударні, перкусія
- Кен Хенслі – клавішні
- Діана Феннелл, Літа Форд, Марк Хамфріс, Джимі Імідж, Мінка Келлі, Томас Неллен, Кеті Пейдж, Майк Солан, Кевін Воллес, Мелба Воллес, Рон Воллес – бек-вокал у пісні «Thunderhead»

Технічний персонал
- Майкі Девіс – інженер, зведення
- Том Неллен – помічник інженера
- Ронда Шон – інженер монтажу
- Енді Тейлор – менеджер
- Род Смоллвуд – менеджер
- Джон Кош – художнє оформлення
- Стів Холл – мастеринг на студії Future Disc
- Джордж Маріно – мастеринг на студії Sterling Sound, Нью-Йорк

## Позиції у чартах

### Альбом
| Чарт (1989)                                            | Найвища позиція |
| ------------------------------------------------------ | --------------- |
| Австралія Australian Albums (Kent Music Report)        | 55              |
| Австрія Austrian Albums (Ö3 Austria)                   | 19              |
| Канада Canada Top Albums/CDs (RPM)                     | 76              |
| Фінляндія Finnish Albums (The Official Finnish Charts) | 18              |
| Німеччина German Albums (Offizielle Top 100)           | 22              |
| Норвегія Norwegian Albums (VG-lista)                   | 13              |
| Швейцарія Swiss Albums (Schweizer Hitparade)           | 19              |
| Велика Британія UK Albums (OCC)                        | 8               |
| США Billboard 200                                      | 48              |

| Рік  | Сингл          | Чарт                  | Позиція |
| ---- | -------------- | --------------------- | ------- |
| 1989 | «Mean Man»     | Finnish Singles Chart | 11      |
| 1989 | «Mean Man»     | UK Singles Chart      | 21      |
| 1989 | «The Real Me»  | UK Singles Chart      | 23      |
| 1989 | «Forever Free» | UK Singles Chart      | 25      |

## Сертифікація
| Регіон                                             | Сертифікація | Продажі  |
| -------------------------------------------------- | ------------ | -------- |
| Велика Британія (BPI)                              | Золотий      | 100 000^ |
| ^відвантаження, що базуються лише на сертифікаціях |              |          |